# The Angel Factory
The Angel Factory er en amerikansk stumfilm fra 1917 af Lawrence B. McGill.

## Medvirkende
- Antonio Moreno som David Darrow
- Helene Chadwick som Florence Lamont
- Armand Cortes som Tony Podessa
- Margaret Greene som Betty
- Suzanne Willa som Marie Lacy